# Tera-
Tera (viết tắt T) là một tiền tố được viết liền trước một đơn vị đo lường quốc tế để chỉ bội số lớn gấp 1012 hay 1.000.000.000.000 lần.
Độ lớn này được công nhận từ năm 1960, theo tiếng Hy Lạp nghĩa là con quỷ khổng lồ.
Trong tin học, ví dụ viết liền trước byte hoặc bit, độ lớn này còn mang nghĩa 240 = 10244 = 1.099.511.627.776.